# Keutschacher See
Keutschacher See är en sjö i Österrike.   Den ligger i förbundslandet Kärnten, i den sydöstra delen av landet, 250 km sydväst om huvudstaden Wien. Keutschacher See ligger 504 meter över havet.
I omgivningarna runt Keutschacher See växer i huvudsak blandskog. Runt Keutschacher See är det ganska tätbefolkat, med 144 invånare per kvadratkilometer.